# Црква Рођења Пресвете Богородице у Лугу
Црква Рођења Пресвете Богородице у Лугу је црква Српске православне цркве који се налази у мјесту Луг, код Требиња у Републици Српској у Босни и Херцеговини. Црква припада епархији захумско-херцеговачкој и приморској. Спада у најзначајније мале гробаљске цркве које су саграђене у средњем вијеку. Црква је смјештена у сеоском гробљу, међу којима је нађено мноштво стећака и велики број старих камених крстова.

## Историја
Цркву је саградио, како то извори из дубровачког архива кажу, 1503. године, дубровачки зидар Михоч Радојевић, по наруџби ктирора манастира Тврдош, монаха Романа. Како запис каже, Михоч Радојевић је био родом из Требиња, од оца Радоја Вукчича, који је учио зидарску школу у Дубровнику.

## Архитектура
Црква је изграђена са једним бродом, сачињена од камена, унутра са полукружном, а споља правоугаоном апсидом, док је звоник накнадно урађен, претпоставља се у 19. вијеку.а Унутрашњост је урађена полуобличастим сводом. Главни улаз, порта цркве је на западној страни, архитравно урађен, са два камена ступца и камене греде, док је изнад самих врата урађена мања розета. Цркав посједује укупно 4 прозора, и то на источном зиду олтара, један на сјеверној и два на јужној страни цркве. Као грађевина је урађена као и остале цркве на овом подручју, од камених квадрата, а фасада пређена кречним малтером. Оно што је интересантно за ову цркву је појава правоугаоног облика олтарског простора зато што се разликује у том сегменту градње од осталих цркава на овим просторима. 

## Значај
Да је ова црква некад имала свој значај у народу говори нам чињевица да постоји велики број надгробних споменика око саме цркве. Истичу се десетине стећака, посебно исклесаних, за свештенике из породице Одавића. Ове чињенице говоре о томе, да је ова црква била важан парохијски дом у овом дијелу Херцеговине, за велики број свештеника. 